# Zatoka Maxwella
Zatoka Maxwella (ang. Maxwell Bay) – zatoka na południowo-wschodnim brzegu Wyspy Króla Jerzego, między wyspą Króla Jerzego a Wyspą Nelsona. Do zatoki można wpłynąć od południa z Cieśniny Bransfielda, od północnego zachodu zamyka ją wąska cieśnina między wyspami.